# Checoslovaquia en los Juegos Paralímpicos de Örnsköldsvik 1976
Checoslovaquia estuvo representada en los Juegos Paralímpicos de Örnsköldsvik 1976 por cinco deportistas, cuatro hombres y una mujer.

## Medallistas
El equipo paralímpico checoslovaco obtuvo las siguientes medallas:
| Nombre       | Deporte      | Evento                       |
| ------------ | ------------ | ---------------------------- |
| Oro          |              |                              |
| Eva Lemezova | Esquí alpino | Eslalon III femenino         |
| Eva Lemezova | Esquí alpino | Eslalon gigante III femenino |
| Eva Lemezova | Esquí alpino | Combinada III femenino       |
| Plata        |              |                              |
| —            |              |                              |
| Bronce       |              |                              |
| —            |              |                              |